# شركة الطباعة الباكستانية

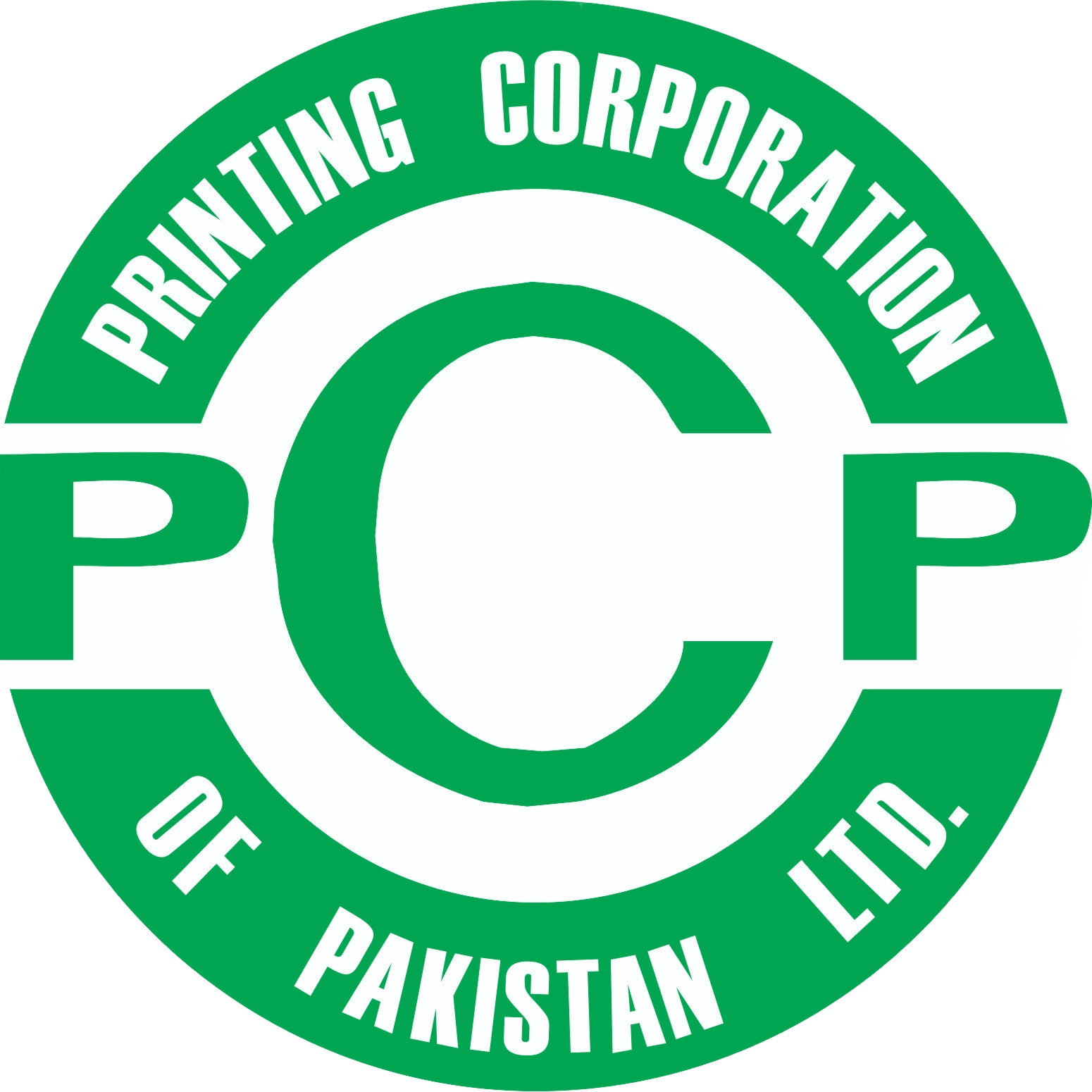
شعار مؤسسة الطباعة الباكستانية – الهوية البصرية الرسمية لشركة الطباعة الوطنية في باكستان

شركة الطباعة الباكستانية ( PCP ) هي شركة باكستانية مملوكة للدولة وهي مسؤولة عن طباعة الوثائق الرسمية بما في ذلك الصحف وأوراق الاقتراع وجوازات السفر . ويقع مقرها في إسلام آباد ، باكستان.